# Danske OL- og VM-guldmedaljer i sejlsport
Danske sportsfolk har vundet flere guldmedaljer ved olympiske lege og verdensmesterskaber inden for sejlsport. Neden for er angivet alle danske OL- og VM-guldmedaljer i sejlsport.

## Olympiske Lege
| OL              | Bådtype         | Guldmedaljevinder(e)                                  |
| --------------- | --------------- | ----------------------------------------------------- |
| Torquay, 1948   | Firefly         | Paul Elvstrøm                                         |
| Helsinki, 1952  | Finnjolle       | Paul Elvstrøm                                         |
| Melbourne, 1956 | Finnjolle       | Paul Elvstrøm                                         |
| Napoli, 1960    | Finnjolle       | Paul Elvstrøm                                         |
| Osaka, 1964     | Drage           | Ole Berntsen, Ole Poulsen, Christian von Bülow        |
| Kingston, 1976  | Soling          | Poul R. Høj Jensen, Valdemar Bandolowski, Erik Hansen |
| Tallinn, 1980   | Soling          | Poul R. Høj Jensen, Valdemar Bandolowski, Erik Hansen |
| Pusan, 1988     | Flying Dutchman | Jørgen Bojsen-Møller, Christian Grønborg              |
| Barcelona, 1992 | Soling          | Jesper Bank, Steen Secher, Jesper Seier               |
| Savannah, 1996  | Europajolle     | Kristine Roug                                         |
| Sydney, 2000    | Soling          | Jesper Bank, Thomas Jacobsen, Henrik Blakskjær        |
| Qingdao, 2008   | 49'er           | Jonas Warrer, Martin Kirketerp                        |

## Verdensmesterskaber
| År   | Bådtype         | Guldmedaljevinder(e) |
| ---- | --------------- | --- |
| 1957 | 5-0-5-jolle     | Paul Elvstrøm, Pierre Poullain |
| 1958 | 5-0-5-jolle     | Paul Elvstrøm, Pierre Poullain |
| 1958 | Finnjolle       | Paul Elvstrøm |
| 1959 | Finnjolle       | Paul Elvstrøm |
| 1959 | Snipe           | Paul Elvstrøm, Erik Johansen |
| 1962 | Flying Dutchman | Hans Fogh, Paul Elvstrøm |
| 1963 | OK-jolle        | Svend Jakobsen |
| 1964 | OK-jolle        | Henning Schachtschabel |
| 1965 | Drage           | Ole Berntsen, Ole Poulsen, Jan Berntsen |
| 1965 | One ton         | Hans Albrecht, Jens Ulrik Andersen, Erik Holm, Christian Munch, Karl Stephensen, Mogens Wæver                                                              |
| 1966 | Starbåd         | Paul Elvstrøm, John Albrechtson |
| 1967 | Starbåd         | Paul Elvstrøm, Poul Mik-Meyer |
| 1968 | Finnjolle       | Henning Wind |
| 1969 | Soling          | Paul Elvstrøm, Poul Mik-Meyer, Niels Jensen |
| 1972 | 1/2 ton         | Paul Elvstrøm, Erik Johansen, Jan Kjærulf, Valdemar Bandolowski, Poul R. Høj Jensen                                                                        |
| 1973 | 470-jolle       | Anders Børresen, Henrik Søderlund |
| 1973 | Flying Dutchman | Hans Fogh |
| 1973 | Soling          | Ib Ussing Andersen, Jørgen Lindhardsen, Hans Winther |
| 1974 | OK-jolle        | Torben Andrup |
| 1974 | Soling          | Paul Elvstrøm, Hans Fogh, Bruce McCurrach |
| 1975 | OK-jolle        | Poul Kirketerp |
| 1976 | OK-jolle        | Poul Kirketerp |
| 1978 | OK-jolle        | Jørgen Lindhardsen |
| 1979 | Laserjolle      | Lasse Hjortnæs |
| 1980 | H-båd           | Poul R. Høj Jensen, Henrik Reese, Thais Paln |
| 1980 | OK-jolle        | Poul Kirketerp |
| 1981 | H-båd           | Jens Christensen, Morten Nielsen, Arne Larsen |
| 1981 | 1/4 ton         | Paul Elvstrøm, Nic Johansen m. besætning |
| 1981 | 3/4 ton         | Ib Ussing Andersen, Jens Christensen, Lars Ive, Keld Esbensen, Hans Monberg, Peder Skounborg                                                               |
| 1982 | Finnjolle       | Lasse Hjortnæs |
| 1982 | 3/4 ton         | Ib Ussing Andersen, Henrik Søderlund, Eggert Schrøder, Peder Skounborg, Keld Esbensen, Knut Iversen                                                        |
| 1983 | H-båd           | Poul R. Høj Jensen, Henrik Reese, Henrik Sørensen |
| 1983 | Yngling         | Jens Ranløv, Peter Rossing, Jens Hemmingsen |
| 1984 | Finnjolle       | Lasse Hjortnæs |
| 1984 | H-båd           | Morten Nielsen, Niels Henrik Borch, Per K. Hansen |
| 1984 | Soling          | Valdemar Bandolowski, Philip G. Hansen |
| 1984 | Yngling         | Søren Pehrsson, Peter Midtgaard, Nicolai Lassen |
| 1985 | Finnjolle       | Lasse Hjortnæs |
| 1985 | Flying Dutchman | Jørgen Schønherr, Michael Poulsen |
| 1985 | OK-jolle        | Stig Westergaard |
| 1985 | Yngling         | Theis Palm, Christian Løppenthin, Patrick Sebbelov |
| 1985 | 3/4 ton         | Niels Jeppesen, Henrik Søderlund, Lars Jeppesen, Niels Ditmar, Flemming Risager, Kim Bruhn Petersen                                                        |
| 1986 | Finnjolle       | Stig Westergaard |
| 1986 | H-båd           | Herluf Jørgensen, John N. Andersen, Ole Johansen |
| 1986 | Yngling         | Thais Paln, Michael Empacher, Erik Lund |
| 1986 | One ton         | Henrik Søderlund, Niels Ditmar, Eggert Schrøder, Jesper Riise, Poul Leroy, Lars Ive, Christen B. Jørgensen, Victor Greulich                                |
| 1987 | Drage           | Valdemar Bandolowski, Erik Hansen, Søren Hvalsø |
| 1987 | H-båd           | Tommy Krog Hansen, Jan Krog Hansen, Renato Skov |
| 1987 | Yngling         | Søren Pehrson, Patrick Sebbelov, Niels Chr. Andersen |
| 1987 | 1/4 ton         | Bent Folke Larsen, Poul R. Høj Jensen, Sten Larsen, Erik Lund                                                                                              |
| 1988 | Flying Dutchman | Jørgen Bojsen-Møller, Christian Grønborg |
| 1988 | H-båd           | Jesper Bank, Steen Secher, Søren Olsen |
| 1988 | Yngling         | Mikkel Hartvig Andersen, Claus Pedersen, Christian Løppenthin                                                                                              |
| 1988 | 1/4 ton         | Poul R. Høj Jensen, Bent Folke Larsen, Theis Palm, Palle S. Jensen                                                                                         |
| 1989 | Drage           | Poul R. Høj Jensen, Erik Hansen, Jan Persson |
| 1989 | Finnjolle       | Stig Westergaard |
| 1989 | H-båd           | Jesper Bank, Steen Secher, Claus Olsen |
| 1989 | Soling          | Jesper Bank, Jesper Seier, Steen Secher |
| 1989 | Yngling         | Niels Chr. Andersen, Patrick Sebbelov, Jakob Kihl |
| 1990 | Europajolle     | Dorte O. Jensen |
| 1990 | 505-jolle       | Jørgen Schønherr, Anders Kæmpe |
| 1990 | Flying Dutchman | Jørgen Bojsen-Møller, Jens Bojsen-Møller |
| 1991 | Yngling         | Bo Selko, Klaus Landsmann, Michael Empacher |
| 1992 | Yngling         | Christian Rasmussen, Morten Reinhold, Thomas Hartvig |
| 1993 | Drage           | Jesper Bank, Børge Børresen, Ole Børresen |
| 1993 | Europajolle     | Dorte O. Jensen |
| 1993 | Flying Dutchman | Jørgen Bojsen-Møller, Jens Bojsen-Møller |
| 1993 | Yngling         | Jesper Bendix, Jacob Grønbech, Lars Christensen |
| 1994 | Europajolle     | Kristine Roug |
| 1994 | Laserjolle      | Kristine Roug |
| 1994 | Yngling         | Søren Ebdrup, Mads Vilsbæk, Michael Mølmann |
| 1995 | Europajolle     | Kristine Roug |
| 1995 | Yngling         | Mads Christensen, Anders Fisker, Søren Høgild |
| 1996 | H-båd           | Herluf Jørgensen m. besætning |
| 1997 | Drage           | Jesper Bank, Claus Olsen, Ole Børresen |
| 1998 | Europajolle     | Søren Johnsen |
| 1998 | H-båd           | Bo Selko, Jonas Pedersen, Niels Kjær Sørensen |
| 1998 | J 22            | Dorte O. Jensen, Helle Jespersen, Annette Strøm, Rachel Kiil                                                                                               |
| 1998 | Laser-radial    | Kristine Roug |
| 1998 | X-99            | Mads Christensen, Mads Vilsbæk, Martin Bonnén, Thomas Kiær, Thomas Kaiser, Thomas Nathan                                                                   |
| 1998 | Yngling         | Mads Christensen, Søren Høgild, Anders Fisker |
| 1999 | Flying Dutchman | Jacob Bojsen-Møller, Jørgen Schønherr |
| 1999 | H-båd           | Bo Selko, Jonas Pedersen, Niels Kjær Sørensen |
| 1999 | Matchrace       | Jesper Bank, Henrik Blakskjær, Morten Halkier, Thomas Jacobsen, Jesper Riise                                                                               |
| 1999 | Matchrace       | Dorte O. Jensen, Helle Jespersen, Annette Strøm, Rachel Kiil                                                                                               |
| 1999 | Soling          | Stig Westergaard, Jens Bojsen-Møller, Bjørn Westergaard |
| 1999 | X-99            | Flemming Fjord, René Villefrance, Niels Christian Schødt, Morten Nylykke, Frank Larsen, Henrik Andersen                                                    |
| 1999 | Yngling         | Mads Christensen, Søren Høgild, Anders Fisker |
| 2000 | Europajolle     | Kristine Roug |
| 2000 | Soling          | Jesper Bank, Henrik Blakskjær, Thomas Jacobsen |
| 2001 | Europajolle     | Søren Johnsen |
| 2001 | Flying Dutchman | Jørgen Bøjsen-Møller, Jacob Bøjsen-Møller |
| 2001 | Matchrace       | Dorte O. Jensen, Signe Køstner, Helle Jespersen, Rachel Kiel                                                                                               |
| 2001 | X-99            | Sten Mohr, Flemming Fjord, Rene Villefrance, Henrik Andersen, Frank Larsen, Morten Nylykke                                                                 |
| 2004 | Yngling         | Trine Palludan, Christina Borregaard-Otzen, Ida Hartvig |
| 2005 | 6 M Classic     | Hans J. Oen, Jørgen Jensen, Troels Bækholm, Joakim Rechnitzer, Frank Stolpe                                                                                |
| 2005 | Drage           | Jørgen Schönherr, Anders Kæmpe, Axel Waltersdorph |
| 2005 | Flying Dutchman | Jørgen Bøjsen-Møller, Jacob Bøjsen-Møller |
| 2005 | X-99            | Flemming Fjord, Rene Villefrance, Morten Østergaard, Henrik Andersen, Flemming Sørensen, Felix Wiedint                                                     |
| 2006 | Matchrace       | Dorte O. Jensen, Gitte Bjerregård, Lea Olsen, Tine Kjærgaard, Helle Jespersen, Nathalia Nyeland                                                            |
| 2006 | Finnjolle       | Jonas Høgh Christensen |
| 2006 | H-båd           | Herluf Jørgensen, Lars Wegner, Christian Pasbjerg |
| 2007 | 505-jolle       | Morten Ramsbæk, Jan Saugmann |
| 2007 | Flying Dutchman | Jørgen Bøjsen-Møller, Jacob Bøjsen-Møller |
| 2008 | H-båd           | Claus Høj Jensen, Henrik Olsen, Jacob Guhle |
| 2009 | Drage           | Poul Richard Høj Jensen, Thais Paln, Lars Jensen |
| 2009 | Europajolle     | Anne-Marie Rindom |
| 2009 | H-båd           | Steffen Stegger, Lars Christiansen, Carsten Pedersen |
| 2009 | Finnjolle       | Jonas Høgh-Christensen |
| 2009 | Flying Dutchman | Jørgen Bøjsen-Møller, Jacob Bøjsen-Møller |
| 2010 | L 16-katamaran  | Simon Michaelsen, Vincent Guecho |
| 2010 | H-båd           | Steffen Stegger, Lars Christiansen, Carsten Pedersen |
| 2011 | H-båd           | Claus Høj Jensen, Karl Kristensen, Frederik Dahl Hansen |
| 2011 | X-35            | Morten Ulrikkeholm, Jacob Kirkebæk, Thomas Mortensen, Niels Gramkov, Michael Hestbæk, Øystein Ødegaard-Olsen, Anders Kjær, Christina Refn, Rene Lokesgaard |
| 2012 | H-Båd           | Morten Nielsen, Niels Henrik Borch, Per Kloster |
| 2013 | H-Båd           | Claus Høj Jensen, Frederik Dahl Hansen, Karl Kristensen |
| 2014 | H-Båd           | Claus Høj Jensen, Frederik Dahl Hansen, Karl Kristensen |
| 2015 | Laser Radial    | Anne-Marie Rindom |
| 2015 | H-Båd           | Claus Høj Jensen, Frederik Dahl Hansen, Jacob Guhle |
| 2018 | H-Båd           | Claus Høj Jensen, Frederik Dahl Hansen, Rasmus Jørgen Andresen                                                                                             |
| 2019 | H-Båd           | Claus Høj Jensen, Frederik Dahl Hansen, Rasmus Jørgen Andresen                                                                                             |
| 2021 | H-Båd           | Claus Høj Jensen, Frederik Dahl Hansen, Rasmus Jørgen Andresen                                                                                             |
| 2022 | H-Båd           | Claus Høj Jensen, Frederik Dahl Hansen, Rasmus Jørgen Andresen                                                                                             |